# العلاقات الباربادوسية الفرنسية
العلاقات الباربادوسية الفرنسية هي العلاقات الثنائية التي تجمع بين باربادوس وفرنسا.

## مقارنة بين البلدين
هذه مقارنة عامة ومرجعية للدولتين:
| وجه المقارنة                                              | باربادوس       | فرنسا                                                    |
| --------------------------------------------------------- | -------------- | -------------------------------------------------------- |
| المساحة (كم2)                                             | 439            | 643.80 ألف                                               |
| عدد السكان (نسمة)                                         | 285.72 ألف     | 67.12 مليون                                              |
| الكثافة السكانية (ن./كم²)                                 | 65.08 ألف      | 104.26                                                   |
| العاصمة                                                   | بريدج تاون     | باريس                                                    |
| اللغة الرسمية                                             | لغة إنجليزية   | لغة فرنسية                                               |
| العملة                                                    | دولار بربادوسي | يورو، فرنك س ف ب، فرنك فرنسي، Livre tournois ‏            |
| الناتج المحلي الإجمالي (بليون دولار)                      | 4.80 مليار     | 2.58 تريليون                                             |
| الناتج المحلي الإجمالي (تعادل القوة الشرائية) بليون دولار | 4.66 مليار     | 2.87 تريليون                                             |
| الناتج المحلي الإجمالي الاسمي للفرد دولار أمريكي          | 15.43 ألف      | 36.20 ألف                                                |
| الناتج المحلي الإجمالي للفرد دولار أمريكي                 | 16.06 ألف      | 39.33 ألف                                                |
| مؤشر التنمية البشرية                                      | 0.795          | 0.888                                                    |
| رمز المكالمات الدولي                                      | +1246          | +33                                                      |
| رمز الإنترنت                                              | .bb            | .fr، .bzh ‏، .tf، .re، .wf، .yt، .pm، .paris              |
| المنطقة الزمنية                                           | 00             | أوروبا/باريس ‏، توقيت وسط أوروبا، توقيت وسط أوروبا الصيفي |

## منظمات دولية مشتركة
يشترك البلدان في عضوية مجموعة من المنظمات الدولية، منها:
| علم المنظمة | اسم المنظمة                               | تاريخ انضمام باربادوس | تاريخ انضمام فرنسا |
| ----------- | ----------------------------------------- | --------------------- | ------------------ |
|             | مؤسسة التنمية الدولية                     | 29 سبتمبر 1999        | 30 ديسمبر 1960     |
|             | يونسكو                                    | 24 أكتوبر 1968        | 4 نوفمبر 1946      |
|             | وكالة ضمان الاستثمار متعدد الأطراف        | 12 أبريل 1988         | 28 ديسمبر 1989     |
|             | الأمم المتحدة                             | 9 ديسمبر 1966         | 24 أكتوبر 1945     |
|             | الاتحاد البريدي العالمي                   | ?                     | ?                  |
|             | البنك الدولي للإنشاء والتعمير             | 12 سبتمبر 1974        | 27 ديسمبر 1945     |
|             | الاتحاد الدولي للاتصالات                  | 16 أغسطس 1967         | 1866               |
|             | منظمة حظر الأسلحة الكيميائية              | ?                     | ?                  |
|             | مؤسسة التمويل الدولية                     | 25 يونيو 1980         | 20 يوليو 1956      |
|             | المركز الدولي لتسوية المنازعات الاستشارية | 1 ديسمبر 1983         | 20 سبتمبر 1967     |
|             | منظمة التجارة العالمية                    | ?                     | 1995               |
|             | منظمة الشرطة الجنائية الدولية             | ?                     | ?                  |

## وصلات خارجية
- موقع وزارة الخارجية الباربادوسية
- موقع وزارة الخارجية الفرنسية